# Obertura per a un festival acadèmic (Brahms)
| Obertura per a un festival acadèmic, Op. 80                             |
|                                                                         |
| Interpretació de la Skidmore College Orchestra. Per cortesia de Musopen |
|                                                                         |

L' Obertura per a un festival acadèmic (en alemany, Akademische Festouvertüre), Op. 80, de Johannes Brahms data, igual que l'altra obertura que va compondre, l'Obertura tràgica, de 1880. Ambdues foren estrenades el 4 de gener de 1881 a Breslau sota la direcció de l'autor. El propi compositor va dur a terme l'estrena de l'obertura i va rebre el títol honorífic en un acte especial celebrat a la Universitat el 4 de gener de 1881. Hi va haver un contrast "irònic" entre l'estat d'ànim de les cançons de beure interpretades i la seriositat de la cerimònia.

## Context i anàlisi de l'obra
L'any 1879 Brahms va ser nomenat doctor Honoris causa per la Universitat de Filosofia de Breslau. En principi, volia donar tan sols unes paraules d'agraïment. Bernard Scholz, el director que el va proposar per a la distinció, li va demanar un gest més important: "Escriviu una bona simfonia per a nosaltres". Brahms, com a agraïment, va compondre aquesta obertura.
Tot i així, quan treballava en la partitura va decidir escriure també una altra obertura d'esperit ben oposat: "Una que plora i una altra que riu", va afirmar Brahms. Així, aquesta Obertura per a un festival acadèmic no és una altra cosa que una obra de circumstàncies; una espècie de fantasia en la qual utilitza una dotzena de motius diferents, entre ells, quatre cançons estudiantils: Wir hatten gebaut ein stattiches Haus, Melodie des Landesvaters, Was kimmt dort von der Höh i, sobretot, el cèlebre himne universitari Gaudeamus igitur, i així acaba l'obra amb una jocosa solemnitat.
L'obertura consta de quatre parts:
- Allegro (do menor)
- Maestoso (do major)
- Animato (sol major)
- Maestoso (do major)

La durada d'aquesta obertura és d'aproximadament de deu minuts.